# Muzeul Național al Unirii

Muzeul Național al Unirii se află în Alba Iulia pe  Str. Mihai Viteazu nr. 12 - 14.
Muzeul deține două clădiri cu valoare de monument istoric. Clădirea „Babilon” a fost construită între 1851 - 1853, în spiritul arhitecturii romantice. A fost folosită ca pavilion de locuințe pentru ofițeri, iar în 1967 - 1968 a fost reamenajată ca spațiu muzeal. Sala Unirii a fost construită între 1898 - 1900, având inițial destinația de cazinou militar, fiind restaurată în 1922 și între 1967 - 1968. Este clădirea unde s-a votat Unirea Transilvaniei cu România. 
Muzeul din Alba Iulia a fost inaugurat în 1888 din inițiativa Societății de istorie, arheologie și științele naturii din Comitatul Alba Inferioară, avându-l ca director pe renumitul arheolog Adalbert Cserny (1842 - 1916). În 1929, sub egida ASTREI, a fost organizat ca Muzeu al Unirii. Bogatelor colecții arheologice li s-au adăugat piese valoroase referitoare la istoria modernă a românilor. În 1938, sub conducerea istoricului Ion Berciu, sub noua denumire de Muzeul Regional Alba Iulia, așezământul a intrat în administrația statului român. A cunoscut o amplă reorganizare în 1968, revenind la numele de Muzeul Unirii. 
În linii mari, forma actuală a expoziției de bază datează din 1975. În 1992 a devenit Muzeul Național al Unirii subordonat direct Ministerului Culturii. Muzeul prezintă publicului arheologie: preistorică (ceramică, unelte și arme din piatră, bronz, fier), dacică - provenind de la cetățile dacice Craiva, Cugir și Căpâlna (ceramică, monumente, unelte, arme și podoabe din fier, bronz, argint), romană - provenind din marele centru urban Apulum (monumente epigrafice, sculpturale, gliptică, numismatică, vase ceramice, lucerne, unelte și arme din fier, obiecte de podoabă), medievală (ceramică, bijuterii și obiecte din aur, argint și bronz din secolele VIII - X din necropolele dezvelite la Alba Iulia, Blandiana și Ghirbom, cahle, arme, sigilii nobiliare și ale orașului Alba Iulia); istorie (documente, fotografii și obiecte memoriale legate de Revoluția de la 1848, Memorandum, Unirea de la 1 decembrie 1918); periodice - cărți; colecții de etnografie și artă populară (port, țesături, ceramică, icoane pe lemn și sticlă, obiecte din metal și lemn); numismatică (antică, medievală și modernă); bibliotecă (55.000 volume).